# Universität Pécs

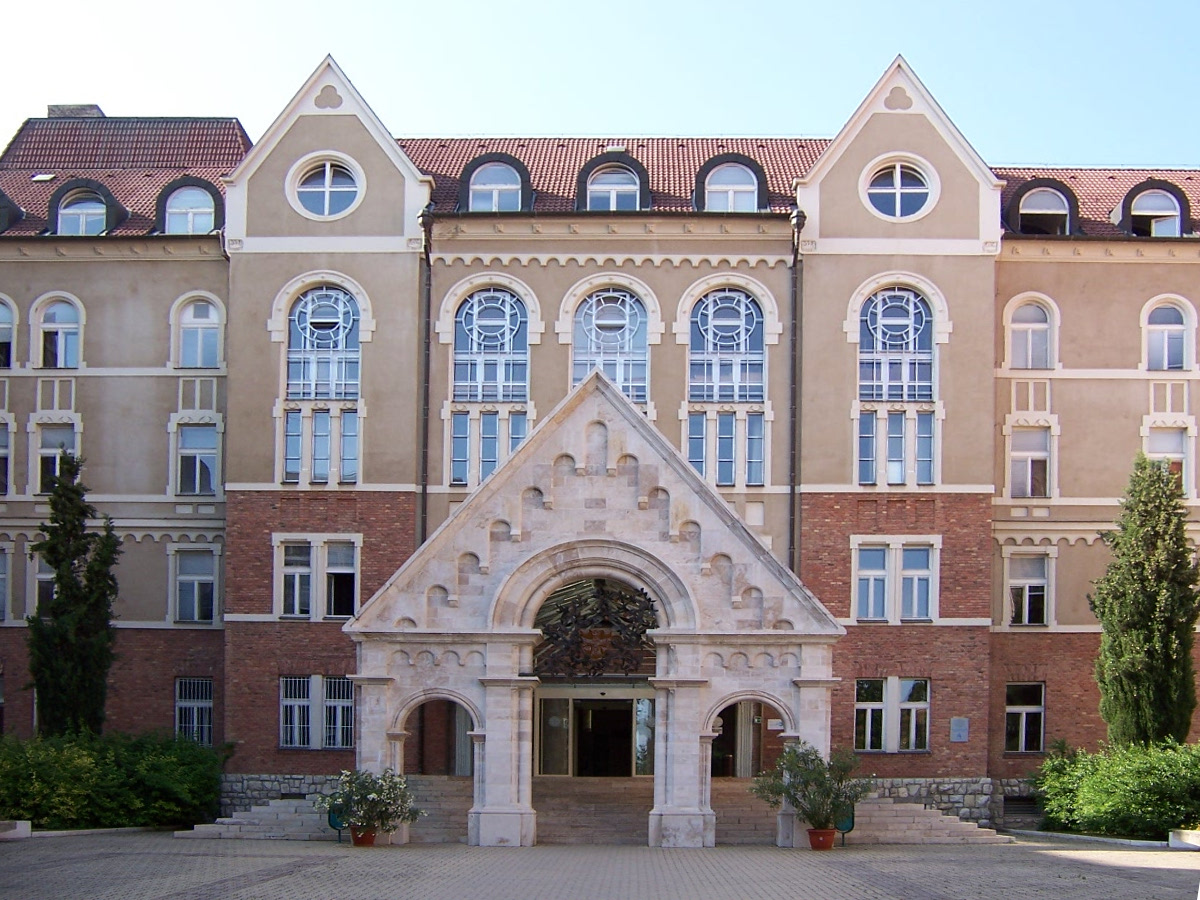
Eingang des Hauptgebäudes der Geisteswissenschaftlichen Fakultät

Die Universität Pécs (ungarisch: Pécsi Tudományegyetem, lateinisch: Universitas Quinqueecclesiensis) ist eine staatliche Universität in der ungarischen Stadt Pécs (Fünfkirchen).

## Geschichte
Die erste Universität in Pécs wurde 1367 als eine der ältesten in Mitteleuropa von König Ludwig I. dem Großen gegründet; sie ging während der Türkenherrschaft unter. 1921 wurde die in der neu gegründeten Tschechoslowakei aufgelöste vormalige ungarische Elisabeth-Universität in Bratislava (deutsch: Pressburg, ungar. Pozsony) (im Betrieb 1914–1918) von der neuen ungarischen Regierung nach Pécs verlegt (im Betrieb seit 1923); diese führte ab 1982 den Namen Janus Pannonius Universität (Janus Pannonius Tudományegyetem, JPTE).
Die heutige Universität Pécs entstand im Jahre 2000 durch Zusammenlegung der JPTE mit der Pécsi Orvostudományi Egyetem (POTE), der heutigen Medizinischen Fakultät, und der Illyés Gyula Pedagógiai Főiskola (Pädagogische Gyula-Illyés-Hochschule) mit Sitz in Szekszárd. Die Universität gliedert sich heute in zehn Fakultäten mit rund 30.000 Studenten, ist damit die größte Institution in Ungarns Hochschulwesen. Derzeitiger Rektor der Universität ist József Bódis.

## Fakultäten
- Fakultät für Erwachsenenbildung und Personalentwicklung (FEEK)
- Fakultät für Gesundheitswesen (ETK)
- Illyés Gyula Pädagogische Fakultät (IGYFK)
- Künstlerische Fakultät (MK)
- Medizinische Fakultät (ÁOK)
- Naturwissenschaftliche Fakultät (TTK)
- Philosophische Fakultät (BTK)
- Pollack Mihály Technische Fakultät (PMMK)
- Rechtswissenschaftliche Fakultät (ÁJK)
- Wirtschaftswissenschaftliche Fakultät (KTK)

### Medizinische Fakultät

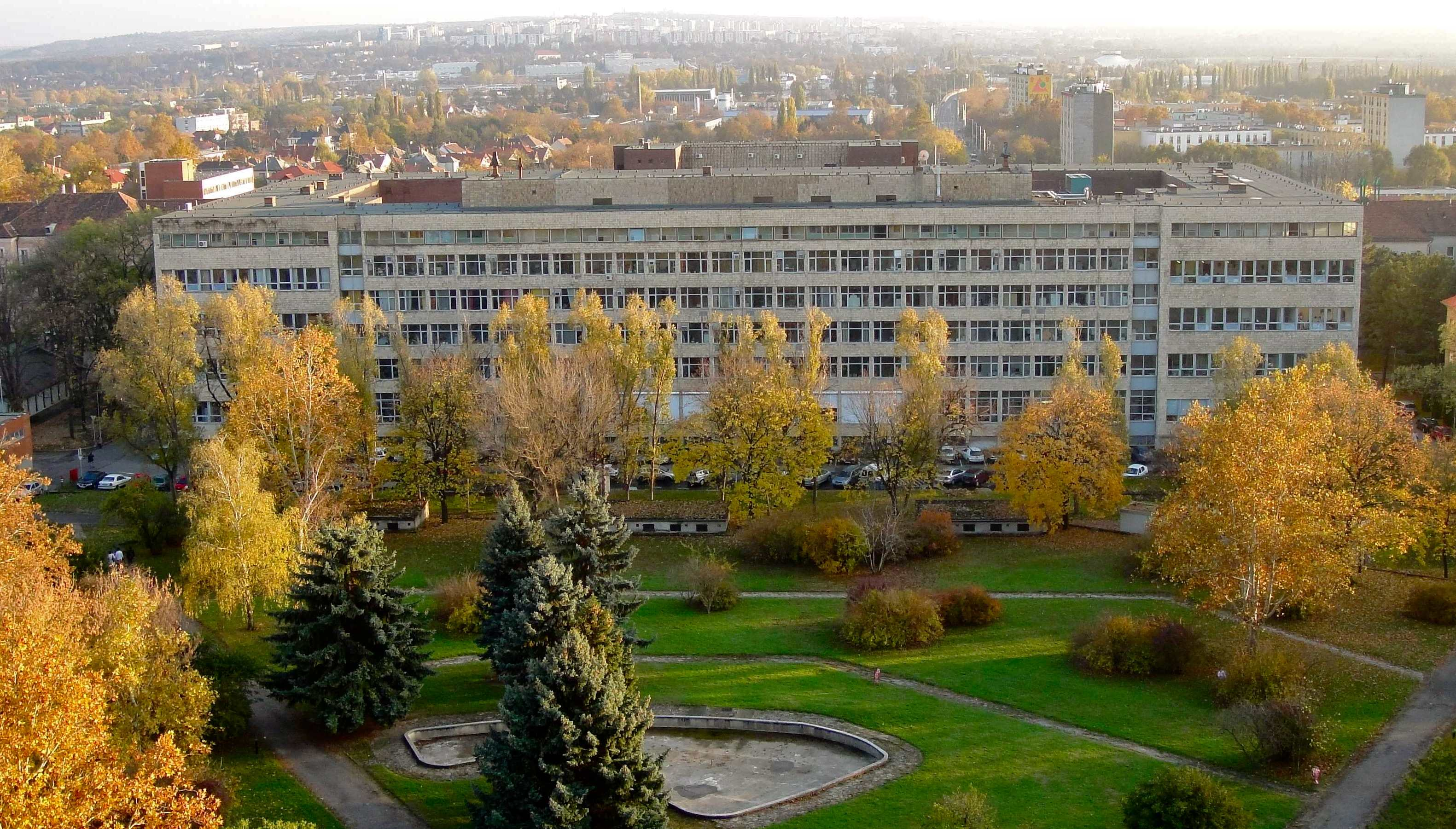
Medizinische Fakultät

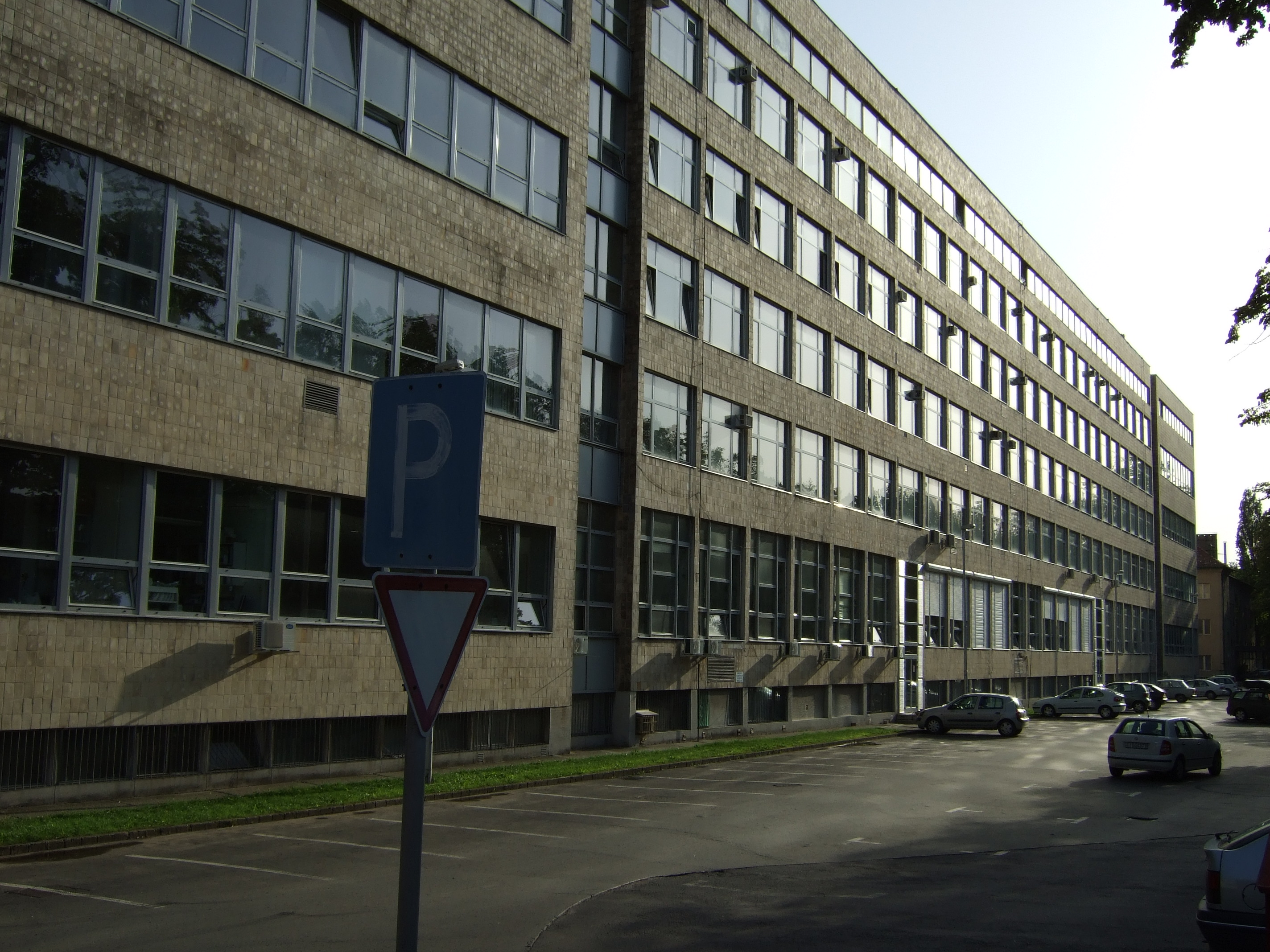
Medizinische Fakultät, Rückseite

Die Studiengänge Human- und Zahnmedizin werden nicht nur in ungarischer Sprache angeboten: Seit 1984 gibt es einen englischsprachigen Studiengang, der erste dieser Art in Mitteleuropa. Das Studium in deutscher Sprache gibt es seit 2004. Die Studiengänge werden als Vollstudium angeboten, Humanmedizin 12 Semester und Zahnmedizin 10 Semester. Der vorklinische Abschnitt des Studiums findet großteils im Hauptgebäude der Fakultät statt. Auf dem Gelände des Campus befindet sich ebenfalls das Janos-Pannonius-Klinikum (Ehemals 400 ágyas Klinika/ 400-Betten-Klinikum), in welchem Teile des klinischen Studienabschnittes abgehalten werden. Die zahnmedizinischen Fächer werden im Hauptgebäude der Zahnklinik unterrichtet, welches sich getrennt vom Campus in der Innenstadt befindet. Viele deutsche Studenten absolvieren hier ihr Äquivalent zum Physikum, um nach dem zweiten Jahr ihr Studium in Deutschland fortzusetzen. Von 2012 bis 2017 war es zwischenzeitlich möglich, einen Teil des klinischen Studienabschnitts am Evangelischen Krankenhaus Bielefeld (EvKB) im Rahmen eines Kombinationsstudiums über 2 Jahre einschließlich des praktischen Jahrs (PJ) zu absolvieren. Das Ende dieser Kooperation wurde Mitte 2016 beschlossen.
Die Studiengebühren liegen für Studienbeginner 2018 bei 7300 Euro/Semester für den ersten Abschnitt des deutschsprachigen Studiengangs, bei Erfüllung des Curriculums in Regelstudienzeit 5840 Euro/Semester im zweiten Studienabschnitt. Ferner sind vom Notendurchschnitt abhängige Vergünstigungen der Semestergebühren möglich. Pro Jahr und Sprache treten hier etwa 200 Studenten ihre Ausbildung an. Im englischsprachigen Studiengang stammt der Hauptanteil der Studenten aus Skandinavien, Deutschland und Spanien, insgesamt jedoch aus über 25 Nationen. Dekan der Medizinischen Fakultät ist Miklós Nytrai.

#### Uniklinik Pécs

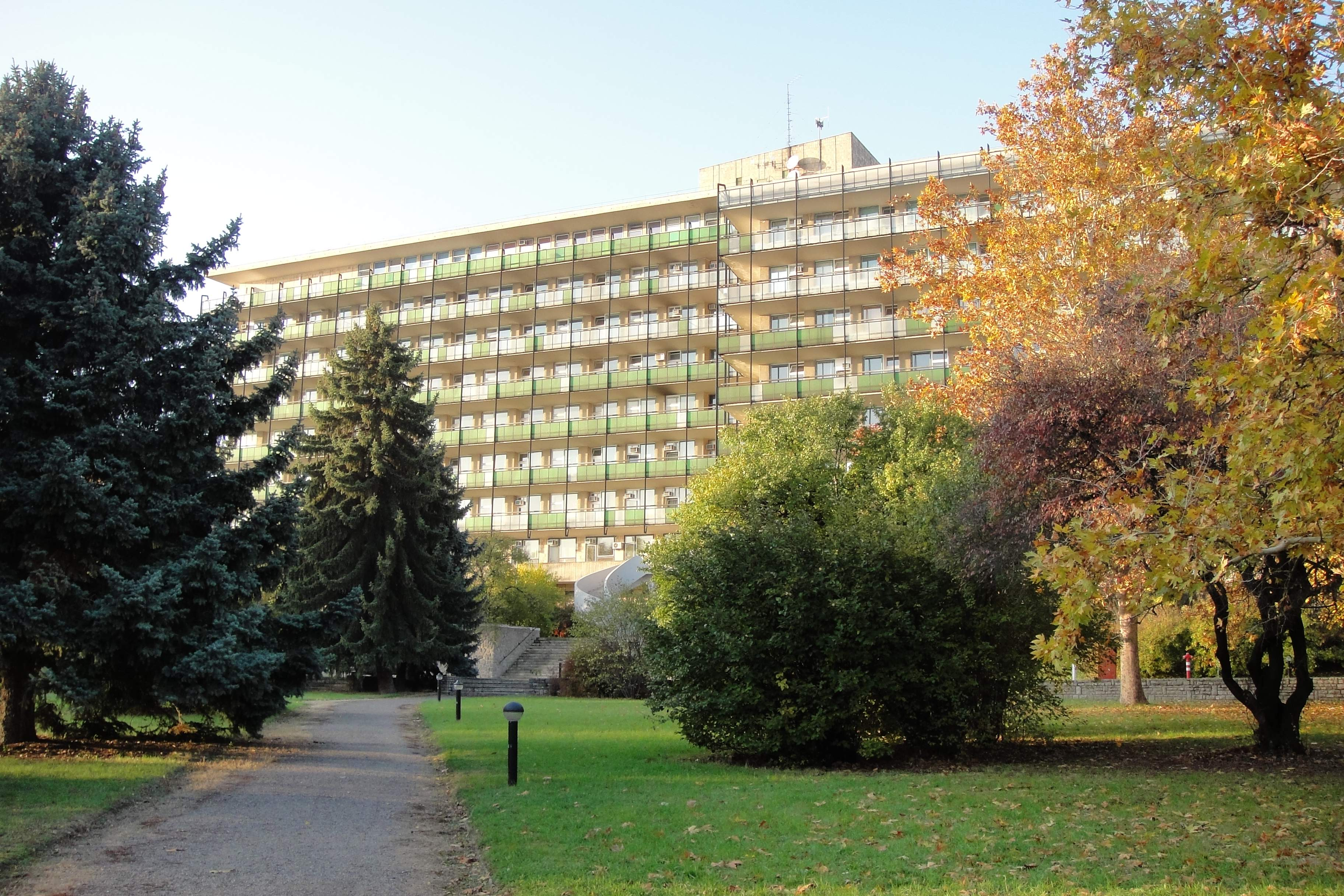
Hauptgebäude der Uniklinik Pécs

Die Uniklinik Pécs hat eine Kapazität von 1350 Betten und besteht aus einem Zusammenschluss von mehreren, teilweise über die Stadt verteilten Krankenhäusern.

## Persönlichkeiten

### Professoren
- Géza Herczegh (1928–2010), 1967 bis 1990 Professor für internationales Recht
- Karl Kerényi (1897–1973), 1936 bis 1941 Professur für Klassische Philologie und Alte Geschichte

### Absolventen
- Tibor Nagy (1910–1995), ungarischer Althistoriker und provinzialrömischer Archäologe
- Ante Starčević (1823–1896), kroatischer Politiker, Publizist und Autor
- János Xántus (1825–1894), ungarischer Zoologe
- Otto Heinek (1960–2018), ungarndeutscher Minderheitenpolitiker